# Oxyopes sinaiticus
Oxyopes sinaiticus là một loài nhện trong họ Oxyopidae.
Loài này thuộc chi Oxyopes. Oxyopes sinaiticus được Gershom Levy miêu tả năm 1999.